# Reinhold Boie
Reinhold Boie (ur. 1831 w Gdańsku, zm. 1907 w Poczdamie) – pruski nadburmistrz Bydgoszczy (1869–1877) i Poczdamu (1880–1897).

## Życiorys
Urodził się 21 marca 1831 r. w Gdańsku. W mieście tym spędził dzieciństwo i młodość. Ukończył studia prawnicze, w 1857 r. uzyskując stopień asesora sądowego. W latach 1858–1861 kierował Komisją Sądu Powiatowego w Pucku, a następnie do 1864 r. pracował jako sędzia w Sądzie Powiatowym w Kartuzach. Od 1864 r. przeniósł się do Nowego Dworu Gdańskiego, gdzie otworzył kancelarię notarialną, pełniąc zarazem funkcję adwokata przy miejscowej Deputacji Sądu Powiatowego w Malborku. Wybrano go do zarządu gminy w Nowym Dworze Gdańskim, gdzie zamieszkiwał.
Nowy etap w jego życiu otworzyła przeprowadzka do Bydgoszczy w 1868 r. Początkowo pracował tu jako notariusz. W 1869 r. po zakończeniu kadencji nadburmistrza Bydgoszczy Karla von Follera zgłosił swoją kandydaturę do nowych wyborów i wygrał je uzyskując kilka głosów więcej niż pretendujący ponownie Foller.

### Nadburmistrz Bydgoszczy
5 sierpnia 1869 r. objął oficjalnie urząd burmistrza Bydgoszczy, a 3 września tego roku otrzymał tytuł nadburmistrza. Jego wybór był zaskakujący, gdyż mieszkał w Bydgoszczy niecałe dwa lata, a poprzedni burmistrz von Foller zasłużył się dla miasta, zwłaszcza w związku z budową sieci gazowej.
Jego rządy w mieście nie zaznaczyły się konkretniejszymi osiągnięciami. Wystąpił jednak z inicjatywą i zaangażował się w sprawę założenia uniwersytetu w Bydgoszczy. Wykorzystano w tym celu świąteczną atmosferę towarzyszącą pierwszej rocznicy zwycięstwa w wojnie z Francją w 1871 r. i wielkomocarstwowe ambicje Rzeszy Niemieckiej. Utworzenie uniwersytetu służyć miało ścisłemu związaniu wschodnich prowincji monarchii z resztą kraju.
Idea powołania uniwersytetu trafiła na łamy miejscowej prasy. Boie opracował zwięzły memoriał w sprawie utworzenia uniwersytetu w Bydgoszczy, który był pierwszym oficjalnym aktem urzędowym w tej sprawie. Przedstawił go radzie miejskiej na posiedzeniu 11 kwietnia 1872 r. Powołano wówczas specjalną komisję, która zajęła się opracowaniem stosownej petycji do władz centralnych w Berlinie. Dla idei powołania uczelni w Bydgoszczy zdołał pozyskać wielu znamienitych obywateli miasta. Zadeklarowali oni wyasygnowanie odpowiednich sum na ten cel.
Zabiegi o uruchomienie uniwersytetu spotkały się jednak z oporem władz centralnych. Delegacja, która konferowała z pruskim ministrem kultury Ludwigiem Aegidi nie uzyskała jednoznacznej odpowiedzi. Pomysł otwarcia uniwersytetu w Bydgoszczy uznano za słuszny, lecz nierealny z powodu braku środowiska i niezbędnych fundamentów istnienia wyższej uczelni. Dodatkowo tym samym czasie polska frakcja w parlamencie pruskim wnioskowała o utworzenie uniwersytetu w Poznaniu, wówczas stolicy prowincji. Wniosek ten umieszczono w porządku obrad posiedzenia parlamentu zaplanowanego na 15 stycznia 1873 r.
Boie usiłował jeszcze przeciwdziałać tej inicjatywie, ubiegając się aby zmienić treść złożonego wniosku i za siedzibę uniwersytetu obrać Bydgoszcz, nie Poznań. Jego pismo w tej sprawie skierowane do parlamentu 9 stycznia 1873 r. pozostało bez echa. Ostatecznie oba wnioski, bydgoski i poznański parlament odrzucił. Wystąpili przeciw niemu posłowie niemieccy.
Reinhold Boie pozostał na stanowisku nadburmistrza Bydgoszczy do 30 kwietnia 1877 r., opuszczając je przed upływem 12-letniej kadencji. Następnie z powodzeniem kandydował w wyborach II burmistrza Poczdamu. W latach 1880–1897 pełnił funkcje nadburmistrza w tym mieście. Zmarł 17 maja 1907 r. w Poczdamie.
Jego imieniem w okresie pruskim nazwano jedną z ulic miasta w Śródmieściu Bydgoszczy, której nazwę zmieniono po 1920 r. na ul. Wileńską.